# Ermanno Amicucci
Ermanno Amicucci (Tagliacozzo, 5 gennaio 1890 – Roma, 20 settembre 1955) è stato un politico e giornalista italiano.

## Biografia
Laureato in scienze politiche e sociali, fu dapprima redattore dell'Avanti! dal 1908 al 1910, dove conobbe Mussolini, per poi divenire corrispondente da Roma dei  quotidiani italiani Il Piccolo di Trieste e La Nazione di Firenze, e in seguito del newyorkese Corriere d'America di Luigi Barzini.
Dopo aver aderito al fascismo, fu eletto nel 1924 deputato alla Camera nel Listone fascista.
Dal 1927 al 1939 fu direttore della Gazzetta del popolo. Fu anche segretario del Sindacato fascista dei giornalisti (dal febbraio 1927). Nel 1929 fu tra i promotori, con Paolo Orano, della prima scuola di giornalismo in Italia, con sede a Roma.
Nel 1938 fu tra i firmatari del Manifesto della razza in appoggio all'introduzione delle leggi razziali fasciste. Fu nel 1939 Consigliere nazionale della Camera dei fasci e delle corporazioni e sottosegretario di Stato al Ministero delle corporazioni, dal 4 novembre 1939 al 25 luglio 1943.
Nel periodo della Repubblica Sociale Italiana, dall'ottobre 1943 all'aprile 1945, fu direttore del Corriere della Sera.
Condannato a morte per collaborazionismo, la pena gli venne commutata in trenta anni di reclusione, ma subito venne liberato per la sopravvenuta amnistia Togliatti. Successivamente si trasferì in Argentina, dove riprese l'attività giornalistica e come inviato speciale del quotidiano Il Tempo e del settimanale Tempo illustrato.
Fu autore di scritti a carattere economico, politico e sociale. Fra i suoi libri, possono essere ricordati: Piccolo mondo dannunziano, Nizza e l'Italia, Partita aperta, I 600 giorni di Mussolini.

## Opere
- Piccolo mondo dannunziano, con sei disegni di Franz d'Ortigia e cinque fotografie, Roma, E. Voghera, 1914.
- Il giornalismo nel regime fascista, Torino, Unione tipografico-editrice torinese, 1928.
- Scuola di giornalismo, Roma, Casa editrice d'arte Bestetti e Tumminelli, 1928.
- Il contratto di lavoro giornalistico illustrato e commentato, Roma, Edizioni del diritto del lavoro, 1929.
- Vita e lavoro dei giornalisti. I significativi risultati di un'inchiesta, Roma, Edizioni del diritto del lavoro, 1929.
- G. B. Bottero. Giornalista del Risorgimento. Con lettere inedite di Garibaldi, Cavour, D'Azeglio... ecc., documenti autografi, stampe e fotografie, Torino, Società Editrice Torinese, 1935.
- Pier Carlo Boggio caduto nella battaglia di Lissa, Torino, Società Editrice Torinese, 1937.
- La stampa della rivoluzione e del regime, Milano-Verona, A. Mondadori, 1938. (versione digitalizzata)
- Nizza e l'Italia. Con documenti, autografi, stampe e fotografie, Milano, Mondadori, 1939.
- Italianità di Nizza, Tivoli, Arti grafiche Aldo Chicca, 1940.
- 21 aprile dell'anno XIX. Guerra sociale, civiltà del lavoro, Torino, Società Editrice Torinese, 1941.
- Guido Pallotta, Torino, Edizioni della Gazzetta del popolo, 1941.
- Nizza italiana, Torino, Edizioni della Gazzetta del popolo, 1941.
- Antonio De Nino, Milano, N. Moneta, 1943.
- Il dilemma, s.l., Edizioni erre, 1944.
- Rinascita, s.l., Edizioni erre, 1944.
- Partita aperta, Brescia, Ed. Civiltà Fascista, 1945.
- Storia di un anno, Milano, Mondadori, 1945.
- I 600 giorni di Mussolini. Dal Gran Sasso a Dongo, Roma, Faro, 1948.
- Eva Peron e il suo libro La razon de mi vida, Roma, Ed. Ist. Culturale Italo Argentino, 1952.